# MozillaZine
MozillaZine（もじらじん、もじらざいん）は、Mozillaに関する非公式なウェブサイトである。mozdev.orgやXULPlanetなどと並び、Mozillaコミュニティの中心的なサイトの一つとみなされている。
運営はコミュニティの手によるものであり、Mozilla Foundationからは完全に独立している。しかしながら両者は良好な関係を維持しており、精度の高い情報や開発者の生の声を得ることができる。
オリジナルは英語による提供であるが、ボランティアの手によって日本語、フランス語、スペイン語に翻訳されている。

## コンテンツ
- Mozilla関連のニュースの提供
- フォーラム
- ナレッジベース
- Mozilla開発者のweblog